# Sender Salzburg-Mönchsberg
Der Sender Salzburg-Mönchsberg war ein Rundfunksender für Mittelwelle auf dem Mönchsberg in Salzburg neben der Aussichtswarte. Er ging 1930 in Betrieb und verwendete als Sendeantenne einen gegen Erde isolierten, abgespannten Stahlfachwerkmast mit quadratischem Querschnitt. Er sendete bis 1934 auf 1373 kHz mit 500 Watt Sendeleistung und ab 1934 auf 1348 kHz mit 2 kW-Sendeleistung. Während des Zweiten Weltkriegs wurde auf 519 kHz im Verbund des Reichssenders München mit 5 kW Leistung gesendet.
Im Oktober 1944 wurde die Anlage durch einen Bombenangriff zerstört, doch schon zwei Tage später übernahm ein Behelfssender seine Funktion. Im August 1945 wurde ein neuer 70 Meter hoher Sendemast und ein 5-kW-Sender aufgestellt.
Da der Standort wegen der schlechten Bodenleitfähigkeit ziemlich ungeeignet war, wurde von 1950 bis 1952 ein neuer Rundfunksender in der Moosstraße errichtet. Der Sender auf dem Mönchsberg diente noch einige Zeit lang als Ersatzsender.
Heute befindet sich im einstigen Sendergebäude eine Funküberwachungsstelle der Telekom Austria, vom einstigen Sendemast steht noch der Fußpunktisolator.